# Саломон Олембе
Рене́ Саломо́н Олембе́-Олембе́ (фр. Salomon Olembé, нар. 8 грудня 1980, Яунде) — колишній камерунський футболіст, що грав на позиції півзахисника.

## Клубна кар'єра
У дорослому футболі дебютував 1997 року виступами за команду клубу «Нант», в якій провів п'ять сезонів, взявши участь у 141 матчі чемпіонату. Більшість часу, проведеного у складі «Нанта», був основним гравцем команди.
Згодом з 2002 по 2007 рік перебував на контракті з іншим французьким клубом, марсельським «Олімпіком», у складі якого виборов титул володаря Кубка Інтертото. За цей період двічі віддавався в оренду, провів по 14 ігор у складі англійського «Лідс Юнайтед» та клубу «Аль-Райян» з Катару.
Протягом 2007–2009 років грав за англійський «Віган Атлетік» та турецький «Кайсеріспор».
2010 року приєднався до складу грецького клубу «Лариса», за яку, втім, не провів жодної гри і оголосив про завершення професійної кар'єри.

## Виступи за збірну
1997 року дебютував в офіційних матчах у складі національної збірної Камеруну. Провів у формі головної команди країни 66 матчів, забивши 5 голів.
У складі збірної був учасником чемпіонату світу 1998 року у Франції, чемпіонату світу 2002 року в Японії і Південній Кореї, а також розіграшу Кубка Конфедерацій 2001 року.
Учасник усіх п'яти розіграшів Кубка африканських націй, що проводилися протягом 1998–2006 років. Двічі допомагав камерунцям ставати переможцями цього турніру — в розіграші 2000 року, що проходив в Гані та Нігерії, та 2002 року в Малі.

## Титули і досягнення
- Чемпіон Франції (1):

«Нант»: 2000-01
- Володар Кубка Франції (2):

«Нант»: 1998-99, 1999-00
- Володар Суперкубка Франції (2):

«Нант»: 1999, 2001
- Володар Кубка Інтертото (1):

«Олімпік» (Марсель): 2005
- Володар Кубка африканських націй (2):

2000, 2002